# Ледине (Ідрія)
Ледине (словен. Ledine) — село в горах на схід від с. Сподня Ідрія, у складі общини Ідрія, Регіон Горишка, Словенія. Висота над рівнем моря: 776,9 м.